# Třída Kchang-ting
Třída Kchang-ting je třída fregat námořnictva Čínské republiky vyvinutá na základě francouzské třídy La Fayette. Tvoří ji celkem šest postavených jednotek.

## Stavba
Fregaty byly postaveny francouzskou loděnicí DCN v Lorientu. Instalaci zbraňových systému provedla domácí společnost China Shipbuilding Corporation ve své loděnici v Kao-siungu. Důvodem bylo to, že Francie sice povolila prodej lodí, nikoliv však jejich výzbroje. Čínská republika tak použila převážně americkou a domácí výzbroj (protilodní střely). To si například vynutilo instalaci málo výkonného protiletadlového systému Sea Chaparral. Vážné problémy rovněž nastaly v oblasti integrace francouzských a zahraničních komponentů. Okolnosti objednávky fregat třídy Kchang-ting později vyústily v rozsáhlý korupční skandál. V souvislosti s koupí fregat došlo dokonce k několika vraždám, včetně tchajwanského námořního kapitána, který případ vyšetřoval.
Jednotky třídy Kchang-ting:
| Jméno                  | Založení kýlu     | Spuštěna           | Vstup do služby   | Status  |
| ---------------------- | ----------------- | ------------------ | ----------------- | ------- |
| Kchang-ting (FFG-1202) | 26. srpna 1993    | 12. března 1994    | 24. května 1996   | aktivní |
| Si-ning (FFG-1203)     | 14. března 1994   | 5. listopadu 1994  | 15. září 1996     | aktivní |
| Wu-čchang (FFG-1205)   | 6. listopadu 1994 | 13. května 1995    | 26. února 1997    | aktivní |
| Ti-chua (FFG-1206)     | 1. července 1995  | 27. listopadu 1995 | 14. srpna 1997    | aktivní |
| Kchun-ming (FFG-1207)  | 1. července 1995  | 27. listopadu 1995 | 16. prosince 1997 | aktivní |
| Čcheng-te (FFG-1208)   | 27. prosince 1995 | 2. srpna 1996      | 16. ledna 1998    | aktivní |

## Konstrukce

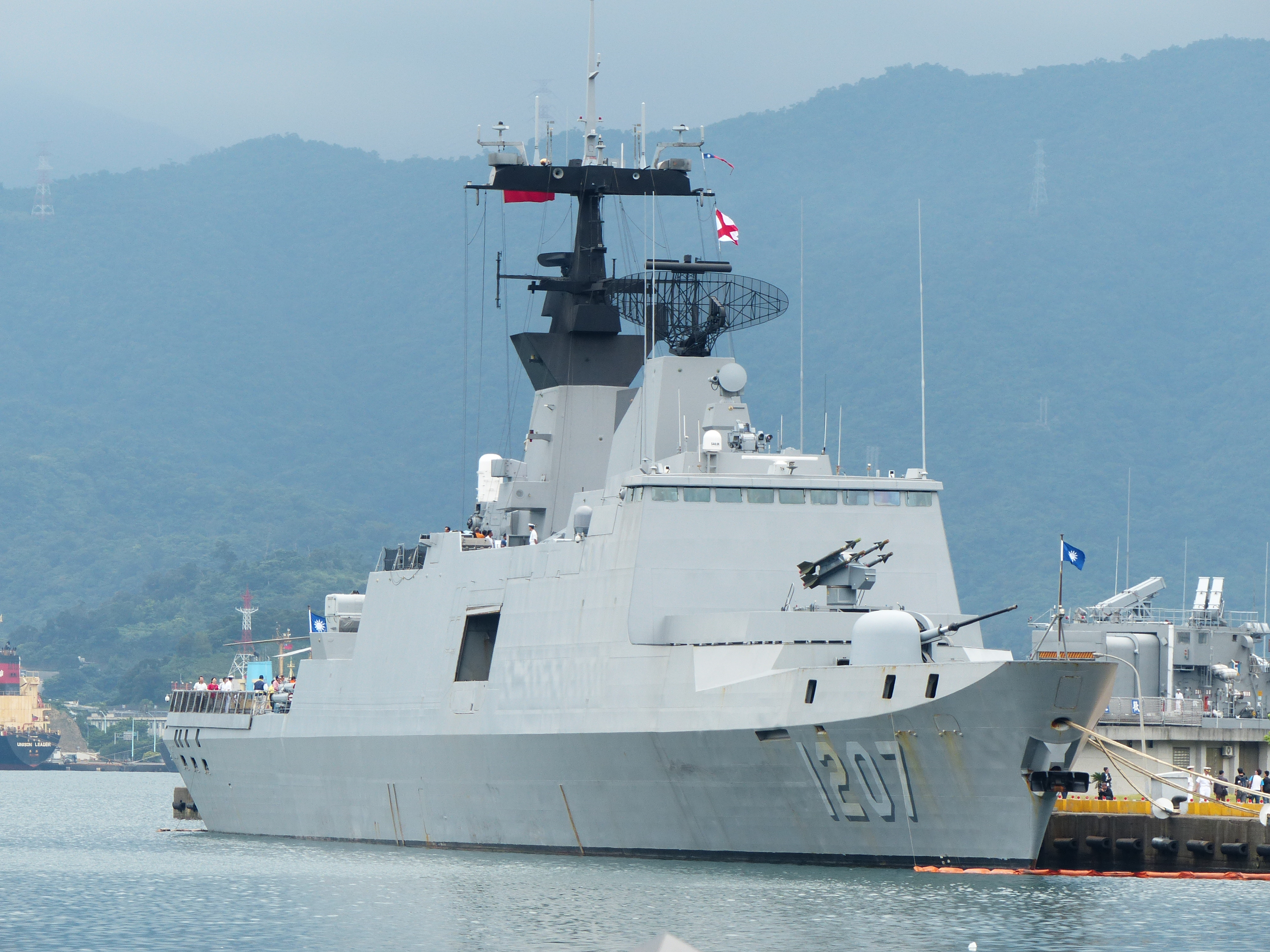
Wu-čchang (FFG-1205)

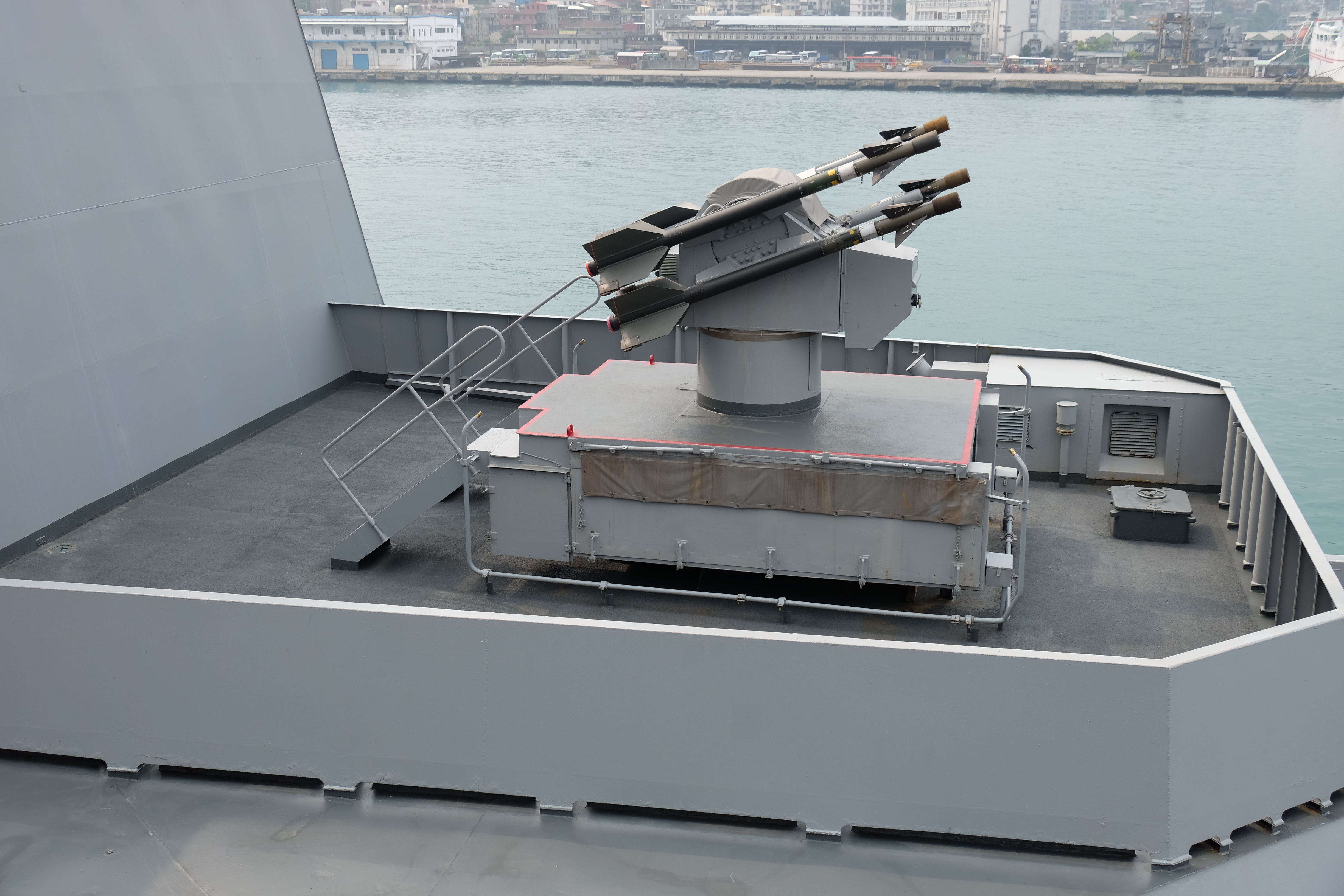
Střely Sea Chaparral fregaty Wu-čchang

Plavidla se od třídy La Fayette liší například upravenou výzbrojí a vylepšenými schopnostmi v boji proti ponorkám (tradiční rival ČLR jich vlastní značné množství). Jsou vybaveny bojovým řídícím systémem Thales TACTICOS. Hladinové cíle vyhledává radar Thales Triton G, k vyhledávání hladinových/vzdušných cílů slouží radar Thales DRBV-26D Jupiter II, palbu řídí radary Thales Castor IIC a k navigaci slouží dva radary Thales 20V90. Plavidla jsou vybavena trupovým a vlečným sonarem Thales.
Hlavňovou výzbroj tvoří jeden 76mm kanón Mk 75 (licenční výrobek zbrojovky OTO Melara Compact) ve dělové věži na přídi a dva 40mm kanóny Bofors. K vlastní obraně rovněž slouží jeden 20mm hlavňové systémy blízké obrany Phalanx. Údernou výzbroj tvoří dva čtyřnásobné kontejnery protilodních střel Siung-feng II. K obraně proti napadení ze vzduchu slouží čtyřnásobné vypouštěcí zařízení protiletadlových řízených střel RIM-72C Sea Chaparral (systém používá známé střely AIM-9 Sidewinder). Za hangárem se dále nachází dva trojhlavňové 324mm protiponorkové torpédomety Mk 32, ze kterých jsou vypouštěna americká lehká torpéda Mk 46 Mod 5. Na zádi se nachází přistávací plocha a hangár pro jeden protiponorkový vrtulník S-70C Thunderhawk.
Pohonný systém je koncepce CODAD. Tvoří jej čtyři diesely SEMT-Pielstick 12PA6V-280STC, každý o výkonu 5200 hp, pohánějící dva lodní šrouby. Nejvyšší rychlost dosahuje 25 uzlů. Dosah je 7000 námořních mil při rychlosti 15 uzlů.

## Modernizace
V roce 2020 byl zahájen modernizační projekt zahrnující výměnu vrhačů klamných cílů za modernější Lacroix Dagaie Mk.2. Na roku 2022 bylo naplánováno zahájení výraznější modernizace celé třídy, spočívající zejména v nahrazení zcela zastaralého systému Sea Chaparral domácími protiletadlovými řízenými střelami startujícími z vertikálních sil. V rámci modernizace radar Thales DRBV-26D Jupiter II nahradí typ BAE Systems Artisan a systém Sea Chaparral nahradí baterie vertikálních sil Chua Jang. Baterie pojme 32 řízených střel TC-2N (Sky Sword II) s dosahem 30 km. Dokončení modernizace první fregaty Čcheng-te je plánováno na září 2025. Ostatní plavidla mají být modernizována do roku 2030.